# Cladiella thomsoni
Cladiella thomsoni is een zachte koraalsoort uit de familie Alcyoniidae. De koraalsoort komt uit het geslacht Cladiella. Cladiella thomsoni werd in 1944 voor het eerst wetenschappelijk beschreven door Tixier-Durivault. 